# لورنسو مارکز
لورنسو مارکز (به پرتغالی: Lourenço Marques)؛ که تاریخ تولد و درگذشت او دانسته نیست، یک بازرگان، سیاح و مکتشف اهل پرتغال در سدهٔ شانزدهم میلادی بود. او منطقه‌ای را که اکنون خلیج ماپوتو خوانده می‌شود در سال ۱۵۴۴ کشف کرد و در همان‌جا که امروز موزامبیک خوانده می‌شود برای بیشتر عمر خود ساکن شد و با همسر بومی خود و فرزندانشان زندگی کرد.
ماپوتو، پایتخت موزامبیک، پیش از این‌که در سال ۱۹۷۵ استقلال خود را از پرتغال به‌دست‌آورد مرکز استان ماورای بحار موزامبیک بود که به فرمان ژان سوم پادشاه پرتغال برگرفته از نام لورنسو مارکز خلیج لورنسو مارکز (Baía de Lourenço Marques) به افتخار او نامگذاری شده بود. این شهر در تاریخ ۳ فوریهٔ سال ۱۹۷۶ نام کنونی خود را به‌دست‌آورد. این محل مقر استان‌داری متصرفات شرق آفریقای پرتغال بود و نام او به یکی از شش منطقه که استان به آن تقسیم شده بود داده شده بود.